# Dicranomyia (Dicranomyia) atritarsis
Dicranomyia (Dicranomyia) atritarsis is een tweevleugelige uit de familie steltmuggen (Limoniidae). De soort komt voor in het Neotropisch gebied.